# Sínodo de Kells
El Sínodo de Kells tuvo lugar en 1152, bajo la presidencia de Cardenal Paparoni, y continuó el proceso iniciado en el Sínodo de Ráth Breasail de reformar la iglesia irlandesa. Las sesiones estuvieron divididas entre las abadías de Kells y Mellifont, y posteriormente ha sido conocido como Sínodo de Kells-Mellifont y el Sínodo de Mellifont-Kells.
Su principal efecto fue incrementar el número de arzobispos de dos a cuatro, y redefinir el número y tamaño de las diócesis. La Primacía de Irlanda fue concedida a la Archidiócesis de Armagh.

## Contexto
Máel Máedóc Ua Morgair (San Malaquías) fue hecho sacerdote en 1119, como vicario de Celsus. Sus primeras sedes fueron Down y Connor, y tenía su base en la abadía de Bangor. A la muerte de Celsus en 1129, Malaquías fue nominado como su sucesor en Armagh, ahora la sede primada de Irlanda. Una disputa interna de la iglesia sobre la sucesión y propuestas de reforma le obligaron a ceder la posición a Gelasius. En 1137, Gelasius, careciendo de confirmación papal del nombramiento de Malaquías por Roma le solicitó asegurar el palio del arzobispo de manos del Papa o su legado. Malaquías llegó a Roma pero el Papa, Inocencio II, solo concedería el palio a Malaquías a petición de un Sínodo Nacional irlandés. Para facilitarlo,  nombró a Malaquías como legado papal. Malaquías regresó entonces a Irlanda acompañado por varios monjes Cistercienses los monjes proporcionados por San Bernardo.

## El sínodo de Kells
En 1148 un sínodo de obispos fue reunido en Inispatric. Malaquías partió en un segundo viaje a Roma, pero murió en el camino en Clairvaux, Francia, en noviembre. Se convocó un nuevo sínodo en Kells en 1152. Este sínodo aprobó la consagración de cuatro arzobispos. Tairrdelbach Ua Conchobair, el Rey Supremo de Irlanda, aprobó los decretos, y el palio fue conferido por el legado papal Cardenal Giovanni Paparoni.
Irlanda fue dividida en treinta y seis sedes, y cuatro sedes metropolitanas: Armagh, Cashel, Tuam, y Dublín. Armagh recibió la primacía. La diócesis de Dublín, controlada por los Hiberno-nórdicos, se segregó de Canterbury y fue unida a Glendalough. Gregorioy, el obispo afectado, aceptó el título nuevo y el separatismo llegó a su fin.

## El sistema diocesano
El sistema diocesano fue reorganizado en profundidad, incrementando el número de sedes metropolitanas de dos a cuatro, elevando las diócesis de Dublín y Tuam a archidiócesis. Las cuatro provincias de Armagh, Cashel, Dublín y Tuam correspondían a las fronteras contemporáneas de las provincias de Úlster, Munster, Leinster y Connacht respectivamente.
La estructura diocesana establecida por el sínodo sobrevivió en gran medida hasta el siglo XVI, y todavía forma la base de la estructura territorial tanto de la Iglesia católica como de la reformada Iglesia de Irlanda, con muchos de sus sedes ahora fusionadas.

## Provincias y diócesis

### Provincia de Armagh
- Ardagh: Reducida en tamaño por la creación de la Diócesis de Kells
- Armagh
- Clonard: Confirmado cuando como sede de Meath oriental
- Connor
- Dar-Luis: estatus incierto
- Down
- Duleek
- Kells: Establecido como sede para el Reino de Breifne. Absorbida por la Diócesis de Meath en 1211
- Louth: Sede trasladada de Clogher y área extendida a expensas de Armagh. La sede regresaría a Clogher por 1192
- Maghera: Sede transferida a Derry en 1254
- Raphoe: Creada a finales del siglo XII después del sínodo

### Provincia de Cashel
- Ardfert: Territorio perdido en favor de Scattery Island
- Cashel
- Cloyne: Formado con parte de Cork
- Cork: territorio perdido a Cloyne y Ross
- Emly
- Kilfenora: Formado a partir de Diócesis de Killaloe; correspondiendo con el sub-reino de Corco Mruiad
- Killaloe: Territorio distribuido entre las nuevas diócesis de Kilfenora, Roscrea y Scattery Island
- Limerick: Territorio perdido a Scattery Island
- Lismore: Formada a partir de Waterford
- Roscrea: Formada con parte de Killaloe, solo existió hasta los años 1160
- Ross: formado con parte de Cork
- Scattery Island: formado con partes de Ardfert, Killaloe y Limerick. Incorporada a Limerick a finales del siglo XII
- Waterford: Territorio perdido para crear Lismore

### Provincia de Dublín
- Dublín
- Helechos
- Glendalough: Unido a Dublín en 1216
- Kildare
- Kilkenny
- Leighlin

### Provincia de Tuam
- Achonry
- Clonfert
- Killala
- Kilmacduagh
- Mayo: fusionada con Tuam 1209
- Roscommon trasladada a Elphin 1156
- Tuam
- Annaghdown fue creada circa 1179